# Johanna van der Willigen

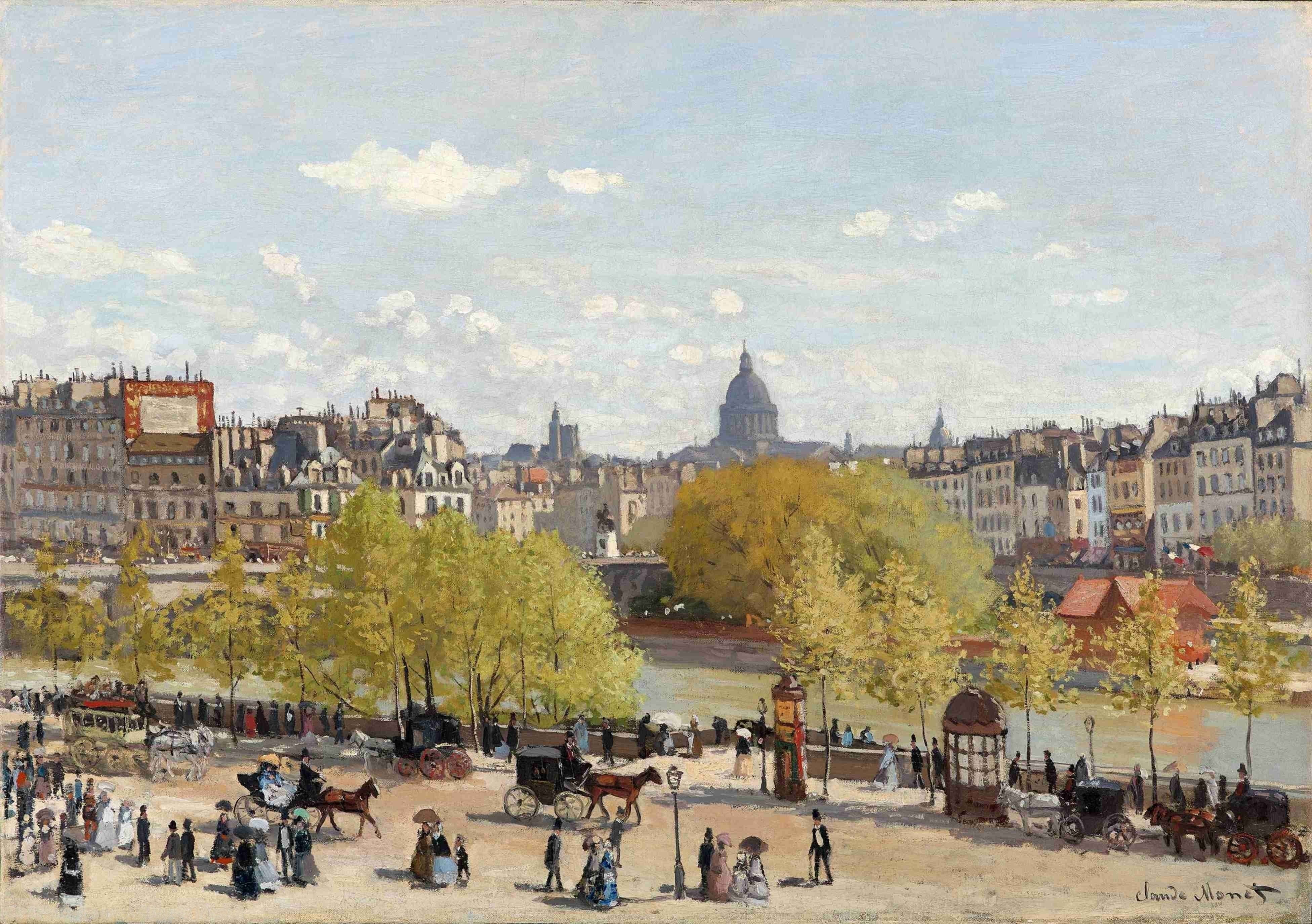
Claude Monet, Quai du Louvre (1867), schenking van het echtpaar Philips-van der Willigen aan het Haags Gemeentemuseum

Johanna van der Willigen (Rotterdam, 30 september 1862 – Den Haag, 22 januari 1942) was de echtgenote van Gerard Philips, lid van de Nederlandse ondernemersfamilie Philips.

## Levensloop
Van der Willigen trouwde op 19 maart 1896 met Philips. Het paar kreeg geen kinderen. Ze stichtte met haar man in 1916 het Philips-van der Willigen Studiefonds, dat (tot en met 2015) kinderen van medewerkers in staat stelde een studie naar keuze, uitgezonderd theologie, te volgen.
Johanna van der Willigen overleed op in januari 1942 op 79-jarige leeftijd. Haar echtgenoot overleed vier dagen later, op de dag dat haar uitvaart plaatsvond.

## Nalatenschap
Het echtpaar Philips-van der Willigen liet een verzameling schilderijen, aquarellen en kunstvoorwerpen na aan het Haagse Gemeentemuseum, onder meer Quai du Louvre van Claude Monet. Museum Boijmans Van Beuningen in Rotterdam ontving een zestal schilderijen en Delfts aardewerk en Chinees porselein, onder meer Stilleven van druiven en andere vruchten van Abraham Mignon.